# Mikhail Fiodorovitch Loukine
 Mikhail Fiodorovitch Loukine (en russe : Михаи́л Фёдорович Луки́н), né le 16 novembre 1892 dans l'Empire russe et décédé le 25 mai 1970 en URSS, est un militaire soviétique, lieutenant général.

## Biographie
Il est né le 6 novembre 1892 dans une famille paysanne. Il s'engage dans l'armée russe en 1913. Il participe à la Première Guerre mondiale. En 1916, il devient sous-officier, puis il commande une compagnie dans le 4e régiment d'infanterie. En 1918, il intègre la garde rouge puis l'Armée rouge et participe à la guerre civile russe. De 1929 à 1935, il commande une division d'infanterie à Kharkov.
Il est nommé lieutenant-général le 6 juin 1940. En 1941, il dirige la 16e armée. En mai 1941 il est transféré en Ukraine dans la région de Khmelnytsky. Au début de la Seconde Guerre mondiale, la 16e armée est transférée à Smolensk. Il participe à la bataille de Smolensk. Durant la bataille de Moscou, il commande la 19e armée. Quand la ville de Viazma est encerclée la 19e, 20e, 24e et 32e armées sont encerclées et le groupe des quatre armées est dirigé par Loukine,.
Il est gravement blessé et fait prisonnier le 14 octobre 1941. Il reste en captivité et sa jambe est amputée. En mai 1945, il est libéré mais ne retourne en URSS qu'au mois de décembre et est réintégré dans les rangs de l'Armée rouge. Il décède le 25 mai 1970. Il a été enterré à Moscou au cimetière de Novodevitchi.
En 1988, il reçoit le titre de citoyen d'honneur de la ville de Smolensk à titre posthume. Le 1er octobre 1993 il reçoit le titre de héros de la fédération de Russie à titre posthume.

## Décorations
- Ordre de Lénine
- Ordre de l'Étoile rouge